# Kanzel (Amanlis)

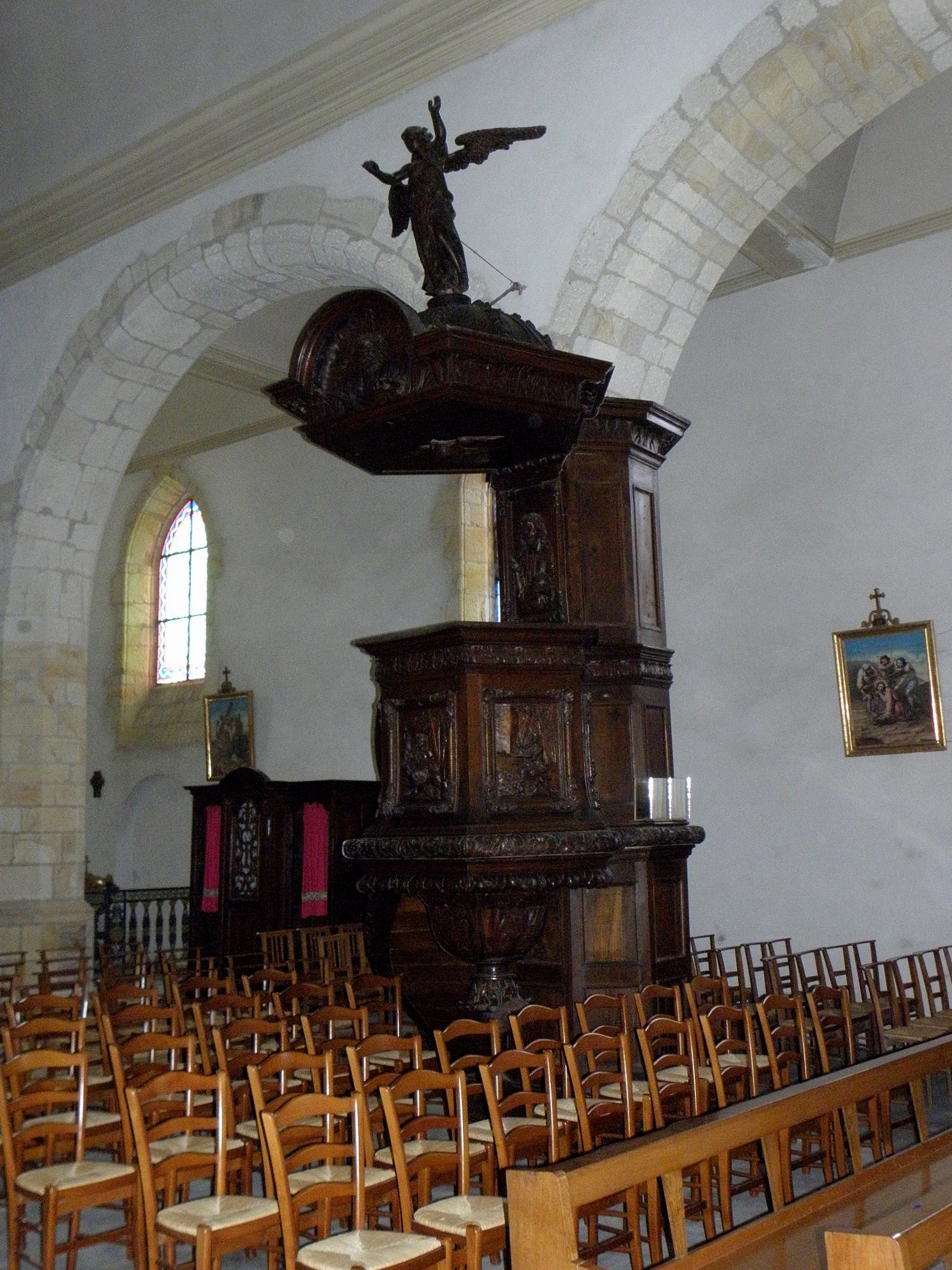
Kanzel in Amanlis

Die Kanzel in der katholischen Kirche St-Martin in Amanlis, einer französischen Gemeinde im Département Ille-et-Vilaine in der Region Bretagne, wurde 1708 geschaffen. Die barocke Kanzel wurde 1911 als Monument historique in die Liste der geschützten Objekte (Base Palissy) in Frankreich aufgenommen.
Die hölzerne Kanzel wurde von Mathurin Gambier aus Rennes geschaffen. Der Schalldeckel, der reich dekoriert ist, wird von einem Engel bekrönt. 
Der Kanzelkorb ist mit der Darstellung der vier Evangelisten und ihren Symbolen versehen. Er wird von einer runden Stütze getragen.  
Über eine hölzerne Treppe mit geschnitzten Reliefs erreicht man die Kanzel.  

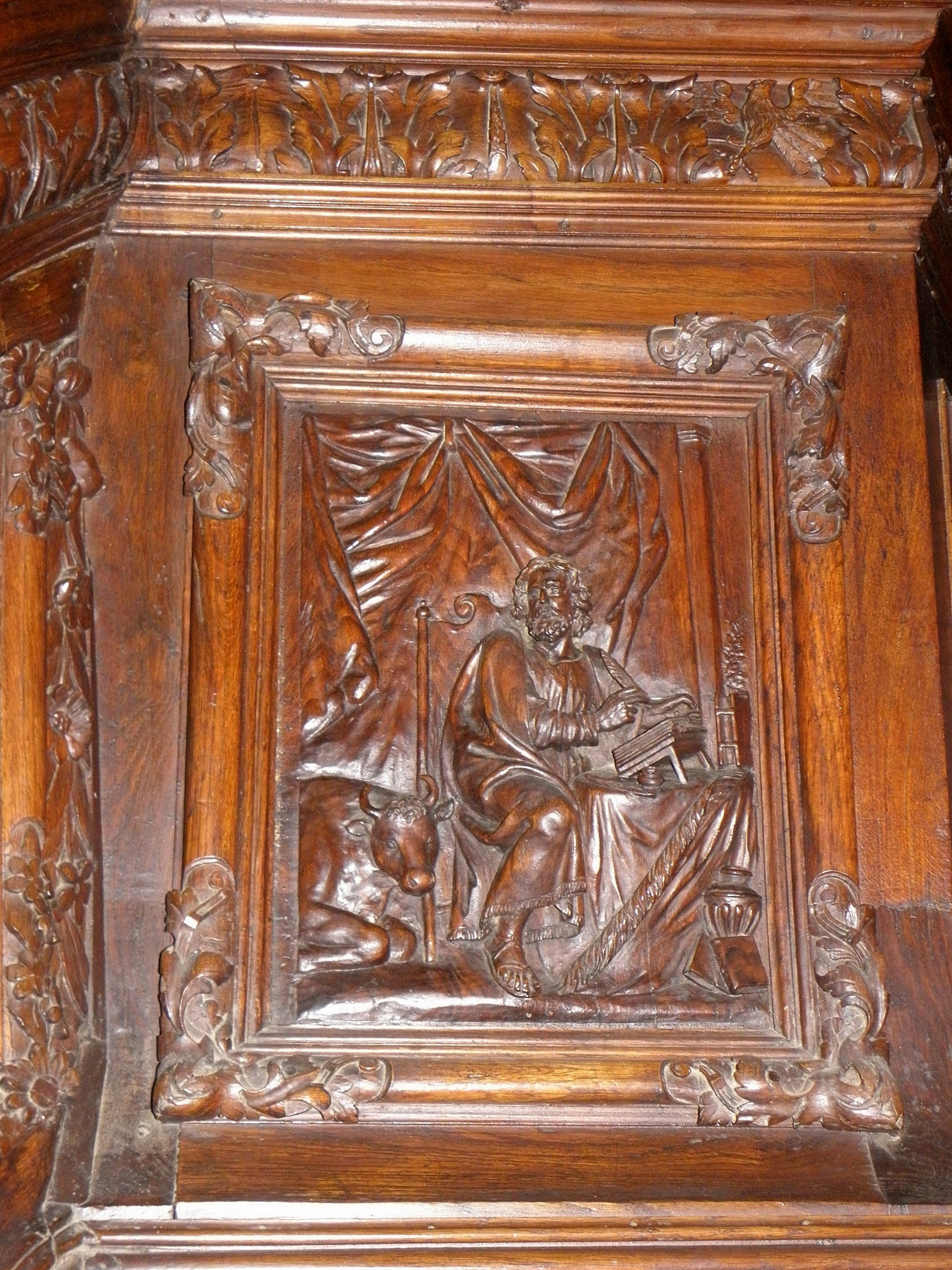
Evangelist Lukas mit Stier
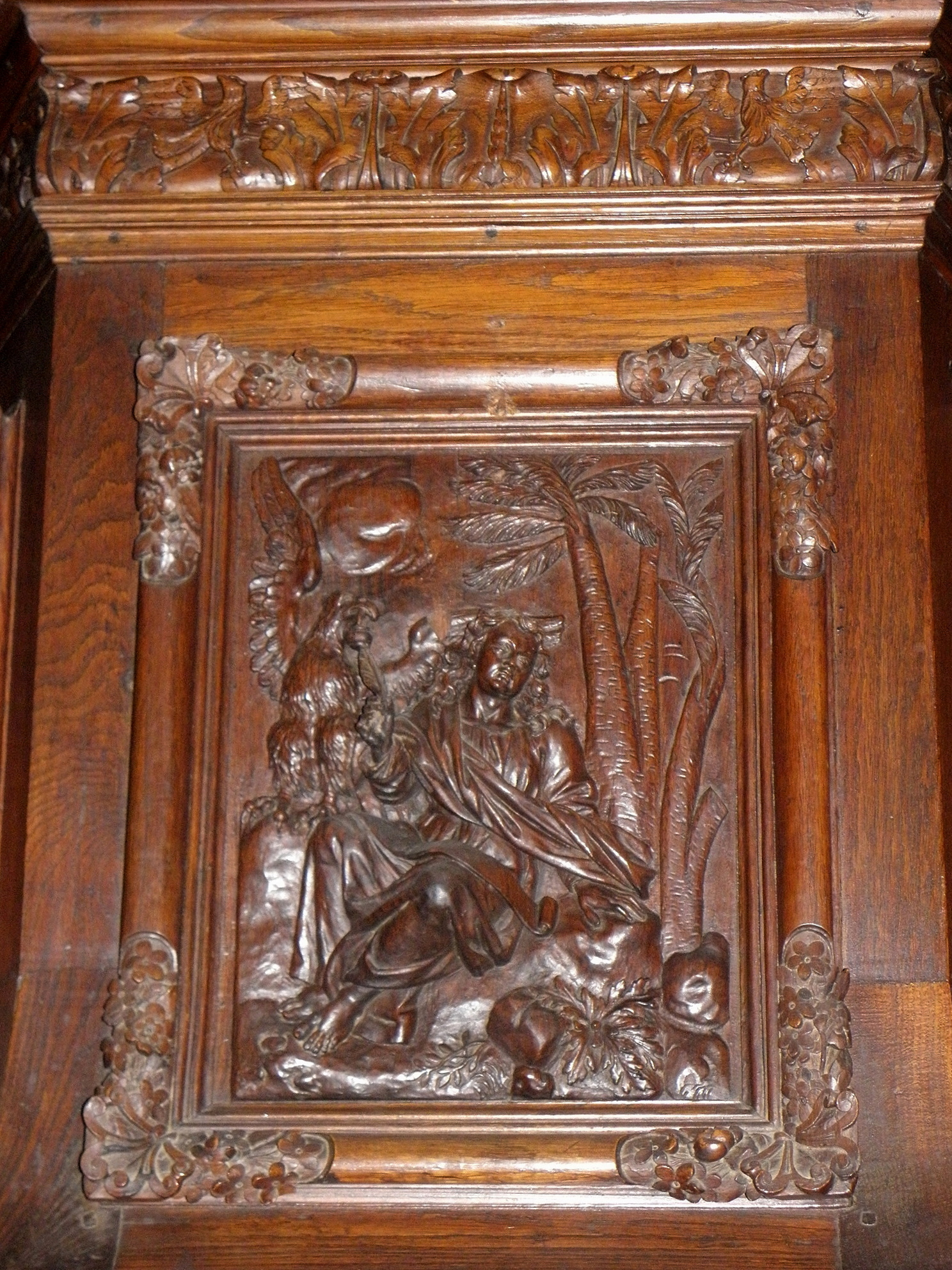
Evangelist Johannes mit Adler
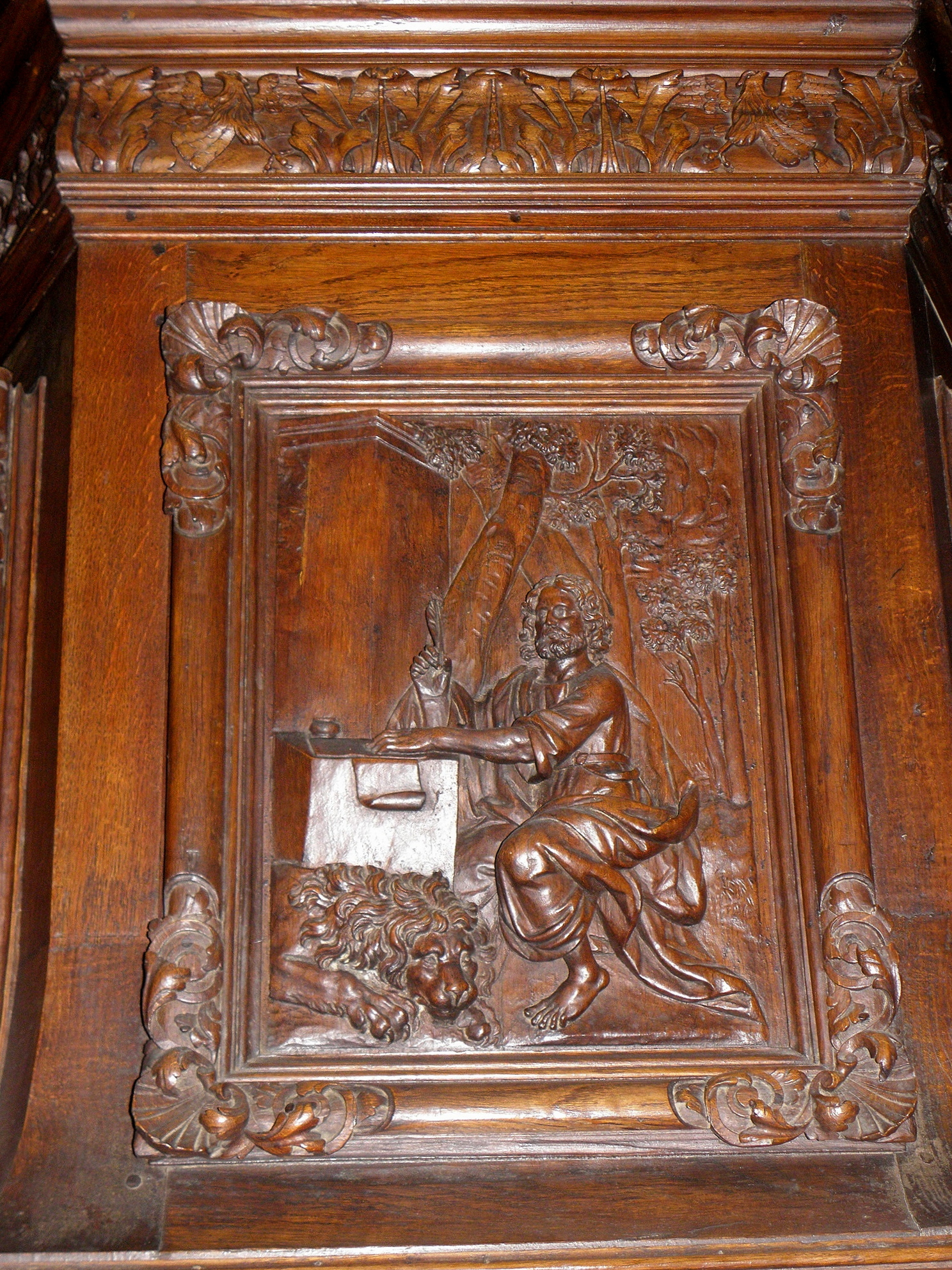
Evangelist Markus mit Löwe
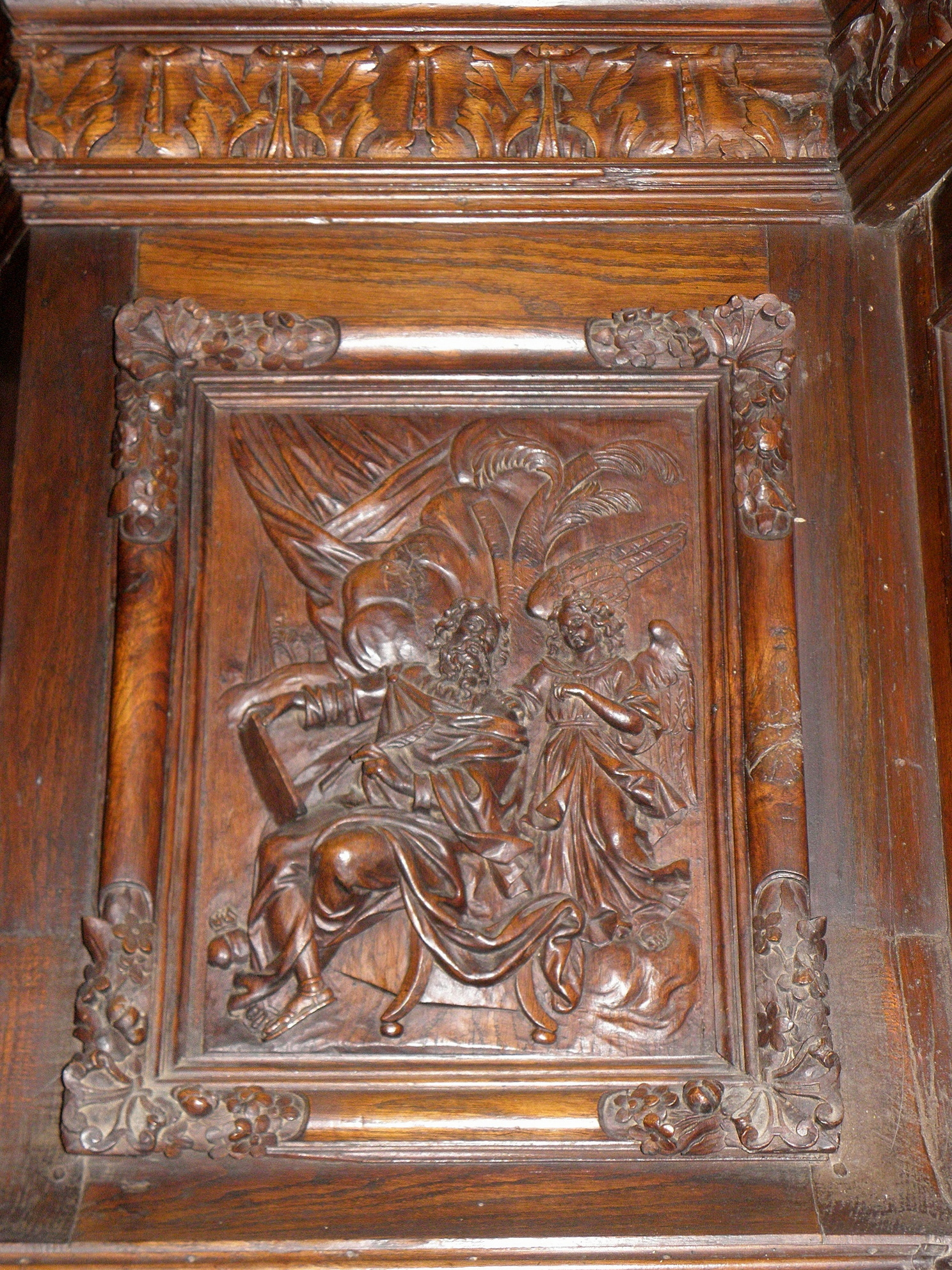
Evangelist Matthäus mit menschlicher Gestalt